# Macrothemis absimilis
Macrothemis absimilis – gatunek ważki z rodziny ważkowatych (Libellulidae).